# قدموس
قدموس (به عربی: قدموس) یک منطقهٔ مسکونی در سوریه است که در شهرستان بانیاس واقع شده‌است.
این شهر در شمال شرقی طرطوس و ۱۴ کیلومتری جنوب شرقی بانیاس واقع شده است. از جمله مناطق مجاور آن می‌توان به کَف الجاع و مصیاف در شرق، وادی العیون و الشیخ بدر در جنوب، حمام واصل، القمصیه و متن الساحل در جنوب غربی، طاعنیتا در غرب، العنزه در شمال غربی و دیر ماما در شمال شرقی اشاره کرد. قدموس در نزدیکی ساحل مدیترانه قرار دارد و قلعه مخروبه آن بر روی فلاتی به ارتفاع حدود ۸۵۰ متر (۲۷۹۰ فوت) از سطح دریا و در بالای شهر واقع شده است.
بر اساس سرشماری سال ۲۰۰۴ اداره مرکزی آمار سوریه، جمعیت قدموس ۵۵۵۱ نفر بوده است. این شهر مرکز اداری ناحیه القدموس است که شامل ۲۵ منطقه با جمعیت کلی ۲۲۳۷۰ نفر در سال ۲۰۰۴ بوده است. ساکنان قدموس عمدتاً از اسماعیلیان و علویان تشکیل شده‌اند، به‌طوری که هر یک از این دو گروه حدود ۵۰٪ جمعیت را تشکیل می‌دهند. خود شهر قدموس عمدتاً توسط اسماعیلیان مسکون است، در حالی که روستاهای اطراف آن بیشتر توسط علویان سکونت دارند.
قدموس میزبان یک قلعه مهم قرون‌وسطایی است که در دوران جنگ‌های صلیبی به‌عنوان مقر اسماعیلیان در سوریه، معروف به حشاشین، مورد استفاده قرار می‌گرفت. امروزه این قلعه عمدتاً ویران شده و به همراه برخی خانه‌های پراکنده مربوط به دوران عثمانی در سراسر شهر، به‌عنوان یک جاذبه گردشگری محسوب می‌شود. قدموس همچنین دارای یک مسجد بزرگ با مناره‌ای هشت‌ضلعی است. علاوه بر این، این شهر یکی از مراکز مهم تولید تنباکو در سوریه به‌شمار می‌رود.

## خصوصیات
قدموس ۵٬۵۵۱ نفر جمعیت دارد.